# Edite Ten Juá
Pour les articles homonymes, voir Jua.
Edite Ten Juá, née le 31 décembre 1972, est une femme d'affaires santoméenne. Elle est propriétaire de la société de mode Ten Juá, fondée en 2006.
Proche du Mouvement pour la libération de Sao Tomé-et-Principe – Parti social-démocrate, elle effectue aussi une carrière politique. Elle est ministre de la Justice de 2012 à 2014, membre de la Cour constitutionnelle en 2019, puis ministre des Affaires étrangères de 2020 à 2022.

## Biographie
Edite Ramos da Costa Ten Juá naît en 1972. Sa famille émigre au Portugal alors qu'elle a quatre ans. Elle est diplômée de la faculté de droit de l'université de Lisbonne (pt).
Edite Ten Juá fait carrière dans l'industrie de la mode. En 2006, elle crée la marque textile Ten Juá, dont elle est toujours propriétaire en 2020.
Elle est ministre de la Justice, de l'Administration publique des Affaires parlementaires de 2012 à 2014 au sein du XVe gouvernement, dirigé par Gabriel Costa (Mouvement pour la libération de Sao Tomé-et-Principe – Parti social-démocrate, MLSTP-PSD).
Après la démission de trois membres de la Cour constitutionnelle, elle y est élue membre le 13 août 2019, avec Patrick Lopes et Hilário Garrido. Ensemble, ils obtiennent 29 voix contre 25 oppositions à l'Assemblée nationale, de majorité MLSTP-PSD. Edite Ten Juá est dans le même temps nommée vice-présidente de la Cour.
Lors du remaniement du XVIIe gouvernement de Jorge Bom Jesus (MLSTP-PSD) le 19 septembre 2020, Edite Ten Juá est nommée ministre des Affaires étrangères, de la Coopération et des Communautés, succédant à Elsa Pinto.